# Franz Sebald Unterberger
Pour les articles homonymes, voir Unterberger.

Franz Sebald Unterberger, souvent écrit  Unter Perger (né le 1er août 1706 à Cavalese, mort le 23 janvier 1776 à Cavalese) est un peintre autrichien de l'époque baroque.

## Biographie
Franz Sebald Unterberger est le fils de Christoph Unterberger, un sculpteur issu d'une famille établie à Cavalese en 1620, et de Maria Elisabeth Lieb. Il est le frère de Michelangelo Unterberger.
Unterberger a fait ses études dans le milieu familial, principalement par l'intermédiaire de Michelangelo, son aîné de onze ans. Il prend à Venise une forte empreinte stylistique, influencé par Giovanni Battista Pittoni et Gianantonio Guardi. Il passe une grande partie de sa vie à Bressanone avant de prendre sa retraite à Cavalese. Il a créé de nombreux retables dans le Tyrol et le Trentin.

## Source, notes et références
- (de) Cet article est partiellement ou en totalité issu de l’article de Wikipédia en allemand intitulé « Franz Sebald Unterberger » (voir la liste des auteurs).